# ヴィルヘルム・フォン・レンツ
ヴィルヘルム・フォン・レンツ（独: Wilhelm von Lenz, 露: Вильгельм Ленц, 1809年5月20日 - 1883年1月7日）は、ロシアの役人、著作家。

## 生涯
1809年5月20日にリガで生まれた。バルト・ドイツ人であったレンツは、リスト、ショパン、ベルリオーズなど多くのロマン派の作曲家と親交を築いた。自身の作品の中でも最も重要で大きな影響力を持ったのは、ベートーヴェンに関する初期の伝記『Beethoven et ses trois styles』（1855年）である。これはアレクサンドル・ウリビシェフが、モーツァルトの伝記『Nouvelle biographie de Mozart』（1843年）の中でベートーヴェンを軽蔑的に描いたことに対する反論として執筆されたものであった。レンツはベートーヴェンの音楽様式を3つの時期に分けて考察する方法を推し進めた。今日でもベートーヴェンの作品を議論する場において、彼が提唱した時代区分は細かな修正を施されながら音楽学者の間で広く用いられている。
1883年1月7日にサンクトペテルブルクにて没した。

## 主要作品
- Beethoven. Eine Kunststudie, Band 1, Kassel 1855年 (Digitalisat)
- Beethoven. Eine Kunststudie, Band 2, Kassel 1855年 (Digitalisat)
- Beethoven. Eine Kunststudie, Band 3, Hamburg 1860年 (Digitalisat)
  - 抜粋版での訳書に『パリのヴィルトゥオーゾたち　ショパンとリストの時代』中野真帆子訳、ハンナ、2004年、改訂版2016年